# Kinh tế học chính thống
Kinh tế học chính thống là phần kiến thức, lý thuyết và mô hình kinh tế được giảng dạy bởi các trường đại học trên toàn thế giới, và thường được các nhà kinh tế chấp nhận làm cơ sở để thảo luận. Còn được gọi là kinh tế học dòng chính, nó có thể trái ngược với kinh tế học không chính thống, bao gồm nhiều trường phái hoặc phương pháp tiếp cận chỉ được một số ít các nhà kinh tế học chấp nhận.
Theo truyền thống, ngành kinh tế học gắn liền với kinh tế tân cổ điển  và với tổng hợp tân cổ điển, và từ giữa thế kỷ 20, đã bao gồm cách tiếp cận của Keynes đối với kinh tế vĩ mô. Tuy nhiên, tuyên bố này đã bị thách thức bởi các nhà sử học nổi tiếng về tư tưởng kinh tế như David Collander. Họ lập luận các lý thuyết chủ đạo kinh tế hiện nay (lý thuyết trò chơi, kinh tế học hành vi, tổ chức công nghiệp, kinh tế thông tin...) chia sẻ rất ít điểm chung với các tiên đề ban đầu của kinh tế học tân cổ điển.

## Lịch sử
Kinh tế luôn đề cao nhiều trường phái tư tưởng kinh tế, với các trường phái khác nhau có sự nổi bật khác nhau giữa các quốc gia và theo thời gian. Việc sử dụng hiện tại của thuật ngữ "kinh tế chính thống" là đặc trưng cho thời kỳ Thế chiến II sau thời kỳ Thế chiến II, đặc biệt là trong thế giới nói tiếng Anh, và ở mức độ thấp hơn trên toàn cầu.
Trước sự phát triển và phổ biến của kinh tế học cổ điển, trường phái thống trị ở châu Âu là chủ nghĩa trọng thương, đó là một tập hợp các ý tưởng liên quan lỏng lẻo hơn là một trường được thể chế hóa. Với sự phát triển của kinh tế học hiện đại, theo quy ước là Sự giàu có của các quốc gia cuối thế kỷ 18 của Adam Smith, kinh tế học Anh đã phát triển và bị chi phối bởi cái mà ngày nay gọi là trường phái cổ điển. Từ cuốn sách Sự giàu có của các quốc gia cho đến cuộc đại khủng hoảng, trường phái thống trị trong thế giới nói tiếng Anh là kinh tế học cổ điển, và trường phái kế thừa của nó, kinh tế tân cổ điển. Trong lục địa châu Âu, công việc trước đây của physiocrats ở Pháp thành lập một truyền thống riêng biệt, cũng như công việc sau này của các lịch sử các trường phái kinh tế học ở Đức, và trong suốt thế kỷ 19 đã có cuộc tranh luận về kinh tế Anh, đặc biệt là sự phản đối trường phái underconsumptionist.
Trong cuộc Đại khủng hoảng và Chiến tranh thế giới thứ hai sau đó, trường phái kinh tế học Keynes đã thu hút sự chú ý, được xây dựng dựa trên công trình của trường phái ngầm, và kinh tế học chính thống ngày nay bắt nguồn từ sự tổng hợp tân cổ điển, đó là sự sáp nhập sau Thế chiến II của kinh tế vĩ mô Keynes và kinh tế vi mô tân cổ điển.
Ngược lại, ở châu Âu lục địa, kinh tế học Keynes đã bị từ chối, với tư tưởng Đức bị chi phối bởi trường phái Freiburg, với triết lý chính trị của chủ nghĩa giáo dục đã hình thành nên nền tảng trí tuệ của nền kinh tế thị trường xã hội sau chiến tranh của Đức. Trong các nền kinh tế đang phát triển, nơi hình thành phần lớn dân số thế giới, nhiều trường phái kinh tế phát triển khác nhau đã có ảnh hưởng.
Kể từ năm 2007, cuộc khủng hoảng tài chính năm 2007-2010 và cuộc khủng hoảng kinh tế toàn cầu tiếp theo đã công khai phơi bày sự chia rẽ trong kinh tế học và thúc đẩy thảo luận.

### Từ nguyên
Thuật ngữ "kinh tế học chính thống" được sử dụng vào cuối thế kỷ 20. Nó xuất hiện vào năm 2001 trong sách giáo khoa Kinh tế học của Samuelson và Nordhaus  ở bìa sau trong "Cây kinh tế gia đình", mô tả mũi tên vào "Kinh tế học chính thống hiện đại" từ JM Keynes (1936) và kinh tế tân cổ điển (1936) 1860 bóng1910). Bản thân thuật ngữ " tổng hợp tân cổ điển " cũng xuất hiện lần đầu tiên trong ấn bản năm 1955 của sách giáo khoa Samuelson. Người ta còn tranh luận liệu hai khái niệm tổng hợp tân cổ điển và kinh tế chính thống có trùng khớp với nhau hay không.